# Kamienka (potok)
Kamienka je potok v severozápadní části okresu Stará Ľubovňa, je to levostranný přítok Popradu a má délku 13 km.
Pramen: v Pieninách na jihovýchodním úpatí Vysokých skalek (1 049,8 m n. m.) v nadmořské výšce kolem 900 m n. m.
Směr toku: v pramenné oblasti na jih, pak se stáčí víceméně na jihovýchod, přičemž vytváří čtyři výrazné oblouky, na dolním toku na jih
Geomorfologické celky: 1.Pieniny, 2.Spišsko-šarišské medzihorie, podsestava Ľubovnianska kotlina
Přítoky: zprava Chotárny potok (647,5 m n. m.), Čierny potok, zleva od Vysoké (1 012,8 m n. m.), Riečka a přítok z oblasti Pod Skalkami.
Ústí: do Popradu jižně od obce Hniezdne v nadmořské výšce cca 530 m n. m.
Obce: Kamienka a Hniezdne